# Josip Posavec
Josip Posavec (Varaždin, 10. ožujka 1996.) hrvatski je nogometaš koji igra na poziciji vratara. Trenutačno igra za Lokomotivu Zagreb.

## Klupska karijera
U Hrvatskoj je prošao nezapaženo. Za sitnih pola milijuna eura prešao je iz zaprešićkog Intera u Palermo. U mladoj reprezentaciji bio je zamjena Dinamovom vrataru Livakoviću. U Italiji je bio najbolji vratar Serie A i po postotku obrana bio bolji od mnogih poznatih vratara.

## Vanjske poveznice
- Profil, Hrvatski nogometni savez
- Profil, Transfermarkt